# Фотий (Мандалис)
Митрополит Фотий (греч. Μητροπολίτης Φώτιος, в миру Са́ввас Манда́лис греч. Σάββας Μαντάλης; род. 16 июня 1968, Родос, Греция) — епископ ИПЦ Греции (Синод Хризостома); митрополит Димитриадский (с 2015).

## Биография
Родился 3 (16) июня 1968 года на острове Родосе, в Греции, в семье Георгия и Хриси Мандалис. В период своего обучения в местном лицее присоединился к старостильному движению, войдя в юрисдикцию «флоринитского» Синода Истинно-православной церкви Греции.
В декабре 1986 года прервал поучение технического образования и был принят в братию Спасо-Преображенского мужского монастыря в местечке Калимну, а в январе 1987 года пострижен в монашество с наречением имени Фотий в честь святителя Фотия, патриарха Константинопольского. Вскоре был назначен экономом и секретарём монастыря.
В 1994 году епископ Додеканесский Каллиник (Карафилакс) рукоположил его во иеродиакона и позднее во иеромонаха.
В июле 1998 года он переехал в монастырь Эсфигмен на горе Афон, откуда в июне 1999 года был призван блаженным Архиепископом Афинским и всей Греции Кириллом для того, чтобы взять на себя руководство канцелярий Священного Синода и официального журнала нашей Церкви «Φωνή της Ορθοδοξίας» («Голос Православия»).
В августе 1999 года Священный Синод Церкви Истинно-Православных Христиан (Хрисзотомский синод) избрал и рукоположил его епископа Марафонского. Одновременно он взял на себя обязанности секретаря Священного Синода.
С 2003 года взял на себя восстановление Монастыря в Дафни (Ἱερᾶς Μονῆς Ἁγίας Σκέπης ∆αφνίου), расположенного недалеко от исторического святого монастыря Давния в районе Хайдари в Аттике.
С 2009 года по поручению Синода осуществляет архипастырское попечение о сербских старостильных приходах, не вошедших в самопровозглашённую Сербскую истинно православную церковь.
В октябре 2010 года он взял на себя обязанности Генерального секретаря Священного Синода.
В октябре 2015 года избран митрополитом Димитриадским.